# ليزان ميرفي
ليزان ميرفي (بالإنجليزية: Lizanne Murphy)‏ مواليد 15 مارس 1984، هي لاعبة كرة سلة كندية. تلعب في الدوري الفرنسي لكرة السلة للسيدات. يبلغ طولها 6 قدم 1 بوصة (1.9 م). مثلت منتخب بلادها. شاركت في دورة الألعاب الأولمبية الصيفية سنة 2012. حققت المركز الأول في دورة الألعاب الأمريكية 2015.

## سجل المنافسة
شاركت في المنافسات التالية:
- الألعاب الأولمبية الصيفية 2012
- الألعاب الأولمبية الصيفية 2016
- كأس العالم لكرة السلة للسيدات 2014

## الميداليات
| الميدالية | المسابقة                             |
| --------- | ------------------------------------ |
| فضية      | بطولة أمم الأمريكتين لكرة السلة 2013 |
| ذهبية     | دورة الألعاب الأمريكية 2015          |

## روابط خارجية
- ليزان ميرفي على موقع الاتحاد الدولي لكرة السلة (الإنجليزية)
- ليزان ميرفي على موقع كرة السلة الأوروبية.كوم (الإنجليزية)
- ليزان ميرفي على موقع كلية كرة السلة في سبورتس رفرنس.كوم (الإنجليزية)
- ليزان ميرفي على موقع بروبوليرز (الإنجليزية)
- ليزان ميرفي على موقع سبورتس رفرنس (الإنجليزية)
- ليزان ميرفي على موقع اللجنة الأولمبية الدولية (الإنجليزية)
- ليزان ميرفي على موقع أوليمبيديا (الإنجليزية)
- ليزان ميرفي على موقع اللجنة الأولمبية الكندية (الإنجليزية)